# Улица Вешних Вод
У́лица Ве́шних Вод — улица на северо-востоке Москвы в Ярославском районе Северо-Восточного административного округа, параллельная Ярославскому шоссе.
До 1964 года — Тургеневская улица в городе Бабушкине, переименована для исключения одноимённости. Названа по повести Ивана Тургенева «Вешние воды». Слово «вешние» — устар. форма слова «весенние». В районе современной улицы Вешних Вод находилось поселение Мыза Раево, известное с XVIII века.

## Расположение
Улица Вешних Вод проходит с юго-запада на северо-восток параллельно Ярославскому шоссе. Начинается напротив Хибинского проезда, проходит через территорию МГСУ, заканчивается у Бабушкинского кладбища.

## Учреждения и организации
- Дом 2, корпус 3 — почтовое отделение № 338-И-129338;
- Дом 10, строение 1 — УВД СВАО, отдел ГИБДД;
- Дом 10, строение 3 — УВД СВАО;
- Дом 12 — аварийное управление Мосводопровод, районное отделение № 6 СВАО;
- Дом 8, корпус 1 — Промстроймонтаж;
- Дом 16 — городская специализированная служба по вопросам похоронного дела «Ритуал», приёмный пункт № 5; Экспериментальное НПО «Санта»;
- Владение 4 — ОАО «59 арсенал».